# Miki Núñez
Miguel "Miki" Núñez Pozo, född 6 januari 1996, mest känd som Miki, är en spansk sångare som representerade Spanien i Eurovision Song Contest 2019 i Tel Aviv med låten "La venda".